# ホットスポット (NTT)

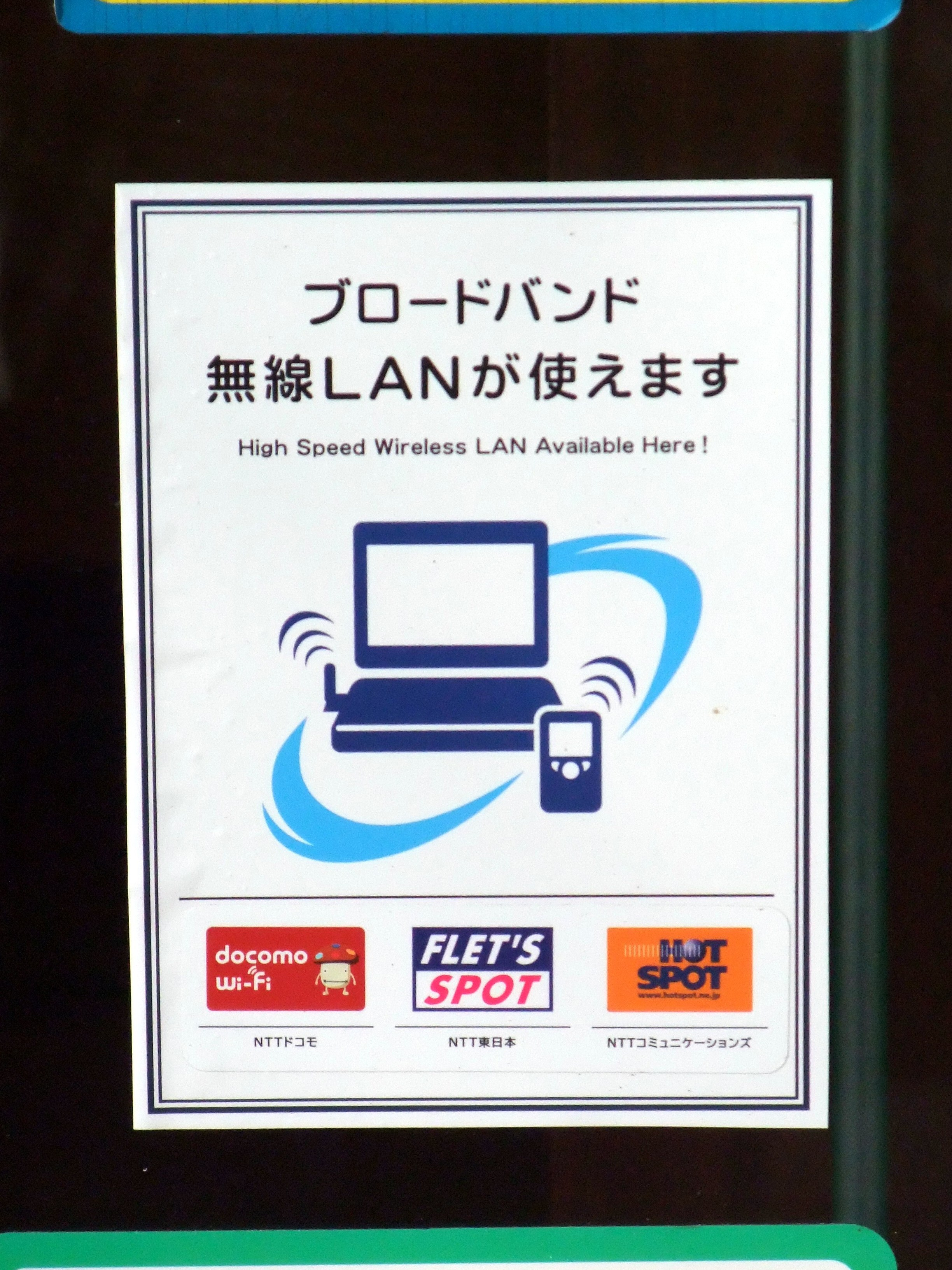
HOTSPOT・docomo Wi-Fi・FLET'S SPOTエリア表示

ホットスポット（HOTSPOT）は、NTTコミュニケーションズが提供していた公衆無線LANサービスである。同社の接続サービスは2012年11月30日をもってサービスを終了した。

## 概要
日本全国に4000のアクセスポイントを有し、空港、JR主要駅、私鉄、東京メトロ、都営地下鉄、東海道新幹線や、プロント、モスバーガー、カフェ・ド・クリエ、タリーズコーヒーといった飲食店でも利用が可能であった。NTTブロードバンドプラットフォームのバックボーンを利用し、NTT東日本・NTT西日本のフレッツ・スポットやNTTドコモのdocomo Wi-Fiとアクセスポイントを共有、ソフトバンクテレコムのBBモバイルポイントとローミングが可能となっていた。またNTTブロードバンドプラットフォームが提供している、公衆無線LAN用のポータルサイトであるWi-Fineを利用することができた。
IEEE 802.11a/b/gに対応。またIEEE 802.1Xにも対応し、セキュリティを強化することが可能であった。また、Wireless Broadband Alliance加盟会社のIPASS社、NESPOT社との国際ローミングが利用可能であった
2009年6月4日からは、対応端末を使用することで契約の有無にかかわらず無料で特定のネットサービスを利用できる「HOTSPOT connect」を開始、第1弾として「Eye-Fi」に対応。
2012年11月30日をもってNTTコミュニケーションズ提供の接続サービスを終了（後節のOCNホットスポットに一本化）。2012年12月から2013年7月の間は後述のOCNホットスポットや@nifty等のプロバイダへのローミング用としてアクセスポイントを残していたが、2013年7月末をもって全サービスを終了した。

## OCNホットスポット
OCN利用者向けに、月額315円の定額制プランを提供していた他、2011年11月からはOCNホットスポットのみを使用する新規加入者向けに月額525円のOCNレギュラープランを提供していた。2012年6月1日より、ソフトバンクテレコム（現:ソフトバンク）が運営しているBBモバイルポイントも利用できていた。
2013年7月31日をもって、旧ホットスポットエリア（SSID:0033）のサービスを終了し、翌日以降はBBモバイルポイントのローミングプロバイダとなる（成田エクスプレスなど、一部の列車では、wi2ローミングも可能）。その後、OCNホットスポットも2022年9月30日をもってサービスを終了している。